# Дафф, Мэри Энн
Мэри Энн Дафф (урожденная Мэри Энн Дайк; 1794 — 5 сентября 1857) — английская актриса.

## Биография
Мэри Энн Дайк и её младшие сестры Элизабет и Энн родились в Лондоне. Отец — англичанин, служил в Британской Ост-Индской компании, умер за границей, когда они были детьми. Мать готовила их к сцене под руководством Джеймса Харви Д’Эгвилла, балетмейстера Королевского театра в Лондоне, в надежде о головокружительной карьере.
Сестры Дайк впервые появились в 1809 году в Дублинском театре и были описаны как «замечательные своей красотой и привлекательным нравом». Пока Мэри выступала в Дублине, она встретила ирландского поэта Томаса Мура, который сделал ей предложение, но оно было отвергнуто, поскольку Мэри уже была влюблена в человека, который позже стал её мужем. Мур обратил свое внимание на её сестру — Элизабет, на которой вскоре женился. Мэри Энн вышла замуж на шестнадцатом году жизни за Джона Р. Даффа (1787—1831), ирландского актёра. Младшая сестра Энн вышла замуж за Уильяма Мюррея, брата Харриета Мюррея, но умерла вскоре после свадьбы. Джон Дафф был одноклассником Мура в Тринити-колледже, где он изучал право, но его больше привлекала сцена. Его приметил в Дублине актёр Томас Апторп Купер, который порекомендовал его Пауэллу и Диксону из Бостонского театра. Он был незамедлительно приглашен туда, и они с Мэри, которым едва исполнилось шестнадцать, переехали в Америку в 1810 году. В 1817 году Джон стал партнером Бостонского театра, но отказался от своей доли через три года.

## Американская карьера
Мэри Энн Дафф впервые появилась в Бостоне в роли Джульетты 31 декабря 1810 года со своим мужем в роли Ромео. Роль Меркуцио сыграл Джон Бернард. Хотя один критик отметил её привлекательность, он чувствовал, что из-за молодости ей не хватало опыта и понимания произведения. Её следующее выступление состоялось 3 января 1811 года, где она сыграла леди Анну в «Ричарде III» с Джорджем Фредериком Куком в главной роли. Она следовала за ним с леди Родольфой Ламберкорт и его сэром Пертинаксом МакСикофантом в «Человеке мира» Чарльза Маклина; Шарлоттой — его сэру Арчи МакСарказму в «Любви а-ля мод» того же автора; и леди Перси его Фальстафу в Генрихе IV, часть 1. Среди других ролей, которые она играла в то время, были Миранда с мужем в роли Марплот в «Занятом теле» Сюзанны Центливр; и Элиза Рэтклифф с Джоном Бернардом в роли Шевы в «Евреи» Ричарда Камберленда. Она также появлялась в пантомимах Уильяма Рива «Оскар» и «Мальвина», в которых также танцевала, и «Медной маске» Джеймса Хьюитта. 29 апреля 1811 года Даффы выступили на благотворительном вечере, на котором Мэри танцевала соло, а её муж выступал в балете «Три и два» принца Хора. Последний был настолько популярен, что за свою карьеру он повторил этот трехрольный спектакль более восьмидесяти раз. Первый сезон Мэри в Бостоне закончился её ролью Виктории в опере Ханны Коули «Смелый ход для мужа».
Летом этого гоже года ведущая актриса ролей «юной леди» Эллен Дарли (урожденная Вестврей) ушла на пенсию и Мэри заняла её место, сменив большинство своих персонажей. Среди других трагических ролей были Офелия, Дездемона и леди Макбет. В 1821 году, также в Бостоне, она сыграла Гермиону в «Мать бедствия» Амброуза Филипса, адаптации «Андромаки» Расина. Её выступление было настолько мощным, что Эдмунд Кин опасался, что о нём могут забыть, что он «звезда». Впервые она появилась в Нью-Йорке в 1823 году в роли Гермионы Оресту из Старшего Бута.
В 1828 году она играла на Друри-Лейн в Лондоне, но вскоре вернулась в Америку, где умер мистер Дафф (1831 год). В течение некоторого времени он был болен, и его профессиональная популярность упала, в то время как его жена поначалу считалась менее перспективной актрисой, однако её способности превзошли и затмили его. После смерти мужа Мэри пришлось тяжело бороться с бедностью, так как она была матерью десяти детей, а актёрам, даже самым лучшим, в те дни плохо платили. В 1826 году в Нью-Йорке мистер и миссис Дафф вместе в течение десяти недель получали зарплату всего в 55 долларов в неделю вместе с доходами от пособия.
В 1835 году она последний раз играла в Нью-Йорке. На тот момент она уже была замужем за Джоэлем Г. Севье из Нового Орлеана (1836 год). Её прощание со сценой произошло в 1838 году.

## Последние годы
Последние годы жизни она жила в Новом Орлеане, отказалась от сцены, оставила католическую веру. Многие годы её жизнь была посвящена делам благочестия и доброжелательности. Приблизительно в 1854 году некогда великая и известная актриса поселилась у своей младшей дочери, г-жи И. Рейлльё, на 36 Вест-9 улице в Нью-Йорке, где 5 сентября 1857 года она умерла. Она страдала от рака, непосредственной причиной смерти стало внутреннее кровотечение.
Статья Джеймса Риса в «Филадельфии Сандей Меркьюри» от 9 августа 1874 года рассказывает о странных обстоятельствах её захоронения. Согласно этому источнику, тело миссис Дафф-Севье было положено в гробницу в Гринвуде 6 сентября 1857 года, а вскоре после этого, тело её дочери, миссис Рейлье, так же было помещено в эту гробницу, но 15 апреля 1858 года оба этих тела были извлечены оттуда и окончательно похоронены в одной могиле, которая находится под № 805 на участке 8999, в той части кладбища, которая называется «Холм могил», — свидетельство, описывающее их как «Миссис Матильда И. Рейлье и Ко». Затем на могиле был поставлен надгробный камень с надписью «Моя мать и бабушка». Похоже, была цель скрыть личность миссис Севье и миссис Дафф и скрыть тот факт, что мать миссис Рилльё когда-либо была на сцене, но могила актрисы была наконец обнаружена и восстановлена.